# Vinary (okres Ústí nad Orlicí)
Vinary (německy Winar) jsou obec v okrese Ústí nad Orlicí v Pardubickém kraji. Nacházejí se na severním okraji Svitavské pahorkatiny, zhruba 7 km západně od Vysokého Mýta. Vesnicí protéká Bětnický potok (nevelký levý přítok řeky Loučné) a prochází jí silnice II/305. Žije zde 134 obyvatel. Do konce roku 2006 patřila obec do okresu Chrudim.

## Historie
První písemná zmínka je z roku 1433, ale vznik obce je odhadován o několik let dříve. Obec patřila rodu Dobřikovských z Dobřikova a jmenovala se tehdy Vinaře a víno se zde vskutku pěstovalo.

## Pamětihodnosti
- Sousoší Kalvárie stojící na návsi